# Ana Pires
Ana Pires  (Espinho)  é uma engenheira geotécnica, investigadora e cientista-astronauta portuguesa. Em outubro de 2018, tornou-se a primeira mulher (e segunda pessoa) portuguesa a concluir o curso de cientista-astronauta do programa PoSSUM (Ciência Suborbital Polar na Alta Mesosfera) que conta com o apoio da NASA.
Em 2019, era investigadora no Instituto de Engenharia de Sistemas e Computadores, Tecnologia e Ciência.

## Biografia
Pires cresceu em Espinho. O seu gosto por carros e automação foi motivado, em parte, por um tio mecânico. 
Pires formou-se inicialmente em Engenharia Geotécnica e Geoambiente pelo Instituto Superior de Engenharia do Porto. Depois dessa licenciatura, fez o mestrado em Geo-recursos e Geotecnia na Universidade de Aveiro. Posteriormente, prosseguiu os estudos com um doutoramento europeu em Geociências, nas áreas de recursos geológicos e geo-materiais, na mesma universidade.

## Percurso
Enquanto investigadora, esteve ligada ao Laboratório de Cartografia e Geologia Aplicada (LABCARGA, ISEP) e ao Centro GeoBioTec (UA) durante mais de uma década.
Em 2019, o seu foco de investigação no INESC envolvia projetos de sustentabilidade marítima e mineração subaquática. Nesse ano, fazia igualmente parte dos  projetos EMSO-PT (apoiado pelo P2020 e FCT), INSite e MineHeritage (financiados pelo EIT Raw Materials).
Pires inscreveu-se no programa PoSSUM (Ciência Suborbital Polar na Alta Mesosfera) inspirada por Rui Moura, o primeiro português a concluí-lo.
Ingressou em 2018, sendo uma das 12 pessoas selecionadas entre centenas de candidatos.  Durante o curso que a preparou para voos espaciais suborbitais, teve formação teórica e prática que incluiu a simulação de uma missão espacial, treino de habituação a forças G e em câmara hiperbárica. O curso levou-a a aprofundar conhecimentos e formação na área da indústria espacial. 

## Prémios e Reconhecimento
Em 2019 foi uma das cientistas portuguesas homenageadas pelo Ciência Viva na segunda edição do livro Mulheres na Ciência. 

## Ligações Externas
Conheça a primeira portuguesa a receber o diploma de astronauta-cientista da NASA